# Persone di nome Nicolás
| Questa pagina contiene informazioni ricavate automaticamente dalle voci biografiche con l'ausilio del template Bio e di un bot. L'aggiornamento è periodico e automatico e ricostruisce completamente la pagina. Se manca una persona in questa lista, sei pregato di non aggiungerla, ma accertati piuttosto che la sua voce biografica contenga il template Bio e che i dati anagrafici siano correttamente compilati. Se il template Bio manca, inseriscilo tu stesso o, in alternativa, metti l'avviso {{tmp\|Bio}} che ne segnala la mancanza. Se i dati riportati sono sbagliati, correggi direttamente la voce biografica; le modifiche saranno visibili in questa lista entro pochi giorni. Per chiarimenti vedi il progetto antroponimi. La lista contiene solo le 240 persone che sono citate nell'enciclopedia e per le quali è stato implementato correttamente il template Bio. Pagina aggiornata al 22 lug 2025. |

Questa è una lista di persone presenti nell'enciclopedia che hanno il nome Nicolás, suddivise per attività principale.

## Allenatori di calcio(7)
- Nicolás Bremec, allenatore di calcio e ex calciatore uruguaiano (Barcellona, n. 1977)
- Nicolás Córdova, allenatore di calcio, dirigente sportivo e ex calciatore cileno (Talca, n. 1979)
- Nico Estévez, allenatore di calcio spagnolo (Valencia, n. 1980)
- Nicolás Larcamón, allenatore di calcio argentino (La Plata, n. 1984)
- Nicolás Novello, allenatore di calcio e ex calciatore italiano (Cosenza, n. 1946)
- Nicolás Núñez, allenatore di calcio e ex calciatore cileno (Santiago del Cile, n. 1984)
- Nicolás Sánchez, allenatore di calcio e ex calciatore argentino (Buenos Aires, n. 1986)

## Allenatori di calcio a 5(2)
- Nicolás Gulizia, allenatore di calcio a 5 e ex giocatore di calcio a 5 argentino (Buenos Aires, n. 1983)
- Nicolás Moliterno, allenatore di calcio a 5 e ex giocatore di calcio a 5 uruguaiano (n. 1971)

## Allenatori di pallacanestro(1)
- Nicolás Mazzarino, allenatore di pallacanestro e ex cestista uruguaiano (Salto, n. 1975)

## Allenatori di tennis(1)
- Nicolás Massú, allenatore di tennis e ex tennista cileno (Viña del Mar, n. 1979)

## Arcivescovi cattolici(1)
- Nicolás Cotugno Fanizzi, arcivescovo cattolico italiano (Sesto San Giovanni, n. 1938)

## Attori(12)
- Nicolás Artajo, attore e doppiatore tedesco (Berlino, n. 1985)
- Nicolás Cabré, attore argentino (Buenos Aires, n. 1980)
- Nicolás Durán, attore cileno (Melipilla, n. 1996)
- Nicolás Francella, attore e produttore cinematografico argentino (Buenos Aires, n. 1990)
- Nicolás Furtado, attore uruguaiano (Montevideo, n. 1988)
- Nicolás Illoro, attore spagnolo (Madrid, n. 1994)
- Nicolás Mateo, attore e musicista argentino (Buenos Aires, n. 1980)
- Nicolás Pauls, attore argentino (Buenos Aires, n. 1973)
- Nicolás Perchicot, attore spagnolo (Madrid, n. 1884 - Madrid, † 1969)
- Nicolás Riera, attore e cantante argentino (Buenos Aires, n. 1985)
- Nicolás Saavedra, attore cileno (Santiago del Cile, n. 1975)
- Nicolás Vázquez, attore, conduttore televisivo e regista teatrale argentino (Buenos Aires, n. 1977)

## Avvocati(1)
- Nicolás Fernández de Moratín, avvocato, poeta e drammaturgo spagnolo (Madrid, n. 1737 - Madrid, † 1780)

## Bibliotecari(1)
- Nicolás Antonio, bibliotecario e bibliografo spagnolo (Siviglia, n. 1617 - Madrid, † 1684)

## Cardinali(3)
- Nicolás Fasolino, cardinale e arcivescovo cattolico argentino (Buenos Aires, n. 1887 - Santa Fe, † 1969)
- Nicolás de Jesús López Rodríguez, cardinale e arcivescovo cattolico dominicano (Barranca, n. 1936)
- Nicolás Rosell, cardinale spagnolo (Palma di Maiorca, n. 1314 - Palma di Maiorca, † 1362)

## Cestisti(8)
- Nicolás Alvarado, ex cestista panamense (n. 1944)
- Nicolás Borsellino, cestista uruguaiano (Montevideo, n. 1986)
- Nicolás Brussino, cestista argentino (Cañada de Gómez, n. 1993)
- Nicolás Carvacho, cestista cileno (Nashville, n. 1997)
- Nicolás de los Santos, cestista argentino (Bahía Blanca, n. 1988)
- Nicolás Laprovíttola, cestista argentino (Morón, n. 1990)
- Nicolás Richotti, cestista argentino (Bahía Blanca, n. 1986)
- Nicolás Romano, cestista argentino (Junín, n. 1987)

## Dirigenti sportivi(2)
- Nicolás Burdisso, dirigente sportivo e ex calciatore argentino (Altos de Chipión, n. 1981)
- Nicolás Leoz, dirigente sportivo, avvocato e giornalista paraguaiano (Pirizal, n. 1928 - Asunción, † 2019)

## Filosofi(1)
- Nicolás Salmerón, filosofo, scrittore e politico spagnolo (Alhama la Seca, n. 1838 - Pau, † 1908)

## Fisici(1)
- Nicolas Yunes, fisico argentino (Buenos Aires, n. 1980)

## Generali(4)
- Nicolás Rodríguez Carrasco, generale e politico messicano (Chihuahua, n. 1890 - Reynosa, † 1940)
- Nicolás Franco, generale e politico spagnolo (Ferrol, n. 1891 - Madrid, † 1977)
- Nicolás Levalle, generale e politico italiano (Cicagna, n. 1840 - Buenos Aires, † 1902)
- Nicolás Lindley, generale e politico peruviano (Lima, n. 1908 - Lima, † 1995)

## Gesuiti(1)
- Nicolás Bobadilla, gesuita spagnolo (Palencia, n. 1511 - Loreto, † 1590)

## Giavellottisti(1)
- Nicolás Quijera, giavellottista spagnolo (Pamplona, n. 1994)

## Giocatori di calcio a 5(2)
- Nicolás Hidalgo, ex giocatore di calcio a 5 argentino (n. 1961)
- Nicolás Sarmiento, giocatore di calcio a 5 argentino (Buenos Aires, n. 1992)

## Illustratori(1)
- Nicolás Arispe, illustratore e scrittore argentino (Buenos Aires, n. 1978)

## Imprenditori(1)
- Nicolás Mihanovich, imprenditore austro-ungarico (Doli, n. 1846 - Buenos Aires, † 1929)

## Medici(1)
- Nicolás Monardes, medico e botanico spagnolo (n. 1493 - † 1588)

## Militari(2)
- Nicolás Fernández de Córdoba y Ponce de León, militare e marinaio spagnolo (Marchena, n. 1626 - † 1693)
- Nicolás de Ovando, militare e esploratore spagnolo (Brozas, n. 1460 - Madrid, † 1511)

## Nobili(1)
- Nicolás Osorio, nobile spagnolo (Madrid, n. 1793 - Madrid, † 1866)

## Nuotatori(1)
- Nicolás García, nuotatore spagnolo (n. 2000)

## Pallavolisti(3)
- Nicolás Lazo, pallavolista argentino (Buenos Aires, n. 1995)
- Nicolás Méndez, pallavolista argentino (Buenos Aires, n. 1992)
- Nicolás Uriarte, pallavolista argentino (Buenos Aires, n. 1990)

## Piloti automobilistici(2)
- Nico Pino, pilota automobilistico cileno (Santiago del Cile, n. 2004)
- Nicolás Varrone, pilota automobilistico argentino (Buenos Aires, n. 2000)

## Piloti motociclistici(1)
- Nicolás Terol, ex pilota motociclistico spagnolo (Alcoy, n. 1988)

## Politici(8)
- Nicolás Ardito Barletta Vallarino, politico e economista panamense (Aguadulce, n. 1938)
- Nicolás Avellaneda, politico, avvocato e giornalista argentino (San Miguel de Tucumán, n. 1837 - Oceano Atlantico, † 1885)
- Nicolás Bravo, politico messicano (Chilpancingo, n. 1786 - Chilpancingo, † 1854)
- Nicolás Herrera, politico e giurista uruguaiano (Montevideo, n. 1775 - Montevideo, † 1833)
- Nicolás Maduro, politico e sindacalista venezuelano (Caracas, n. 1962)
- Nicolás de Piérola, politico peruviano (Camaná, n. 1839 - Lima, † 1913)
- Nicolás Rodríguez Peña, politico argentino (Buenos Aires, n. 1775 - Santiago del Cile, † 1853)
- Nicolás del Campo, politico e militare spagnolo (n. 1725 - † 1803)

## Produttori cinematografici(1)
- Nicolás Celis, produttore cinematografico messicano (Cuernavaca, n. 1986)

## Registi(2)
- Nicolás Isasi, regista, sassofonista e critico d'arte argentino (La Plata, n. 1987)
- Nicolás López, regista, produttore cinematografico e attore cileno (Santiago del Cile, n. 1983)

## Religiosi(1)
- Nicolás Rodríguez Hermosino, religioso e giurista spagnolo (Mota del Marqués, n. 1605 - Astorga, † 1669)

## Rugbisti a 15(4)
- Nicolás Bossicovich, ex rugbista a 15 e allenatore di rugby a 15 argentino (Rosario, n. 1969)
- Nicolás Coronel, rugbista a 15 e rugbista a 7 argentino (Barcellona, n. 1991)
- Nicolás Fernández Miranda, ex rugbista a 15 e allenatore di rugby a 15 argentino (Buenos Aires, n. 1972)
- Nicolás Galatro, ex rugbista a 15 argentino (Olivos, n. 1974)

## Sceneggiatori(1)
- Nicolás Giacobone, sceneggiatore argentino (Buenos Aires, n. 1975)

## Scrittori(3)
- Nicolás de Cardona, scrittore e esploratore spagnolo (Siviglia)
- Nicolás Gómez Dávila, scrittore, filosofo e aforista colombiano (Bogotà, n. 1913 - Bogotà, † 1994)
- Nicolás Guillén, scrittore cubano (Camagüey, n. 1902 - L'Avana, † 1989)

## Taekwondoka(1)
- Nicolás García, taekwondoka spagnolo (Las Palmas de Gran Canaria, n. 1988)

## Tennisti(5)
- Nicolás Almagro, ex tennista spagnolo (Murcia, n. 1985)
- Nicolás Barrientos, tennista colombiano (Cali, n. 1987)
- Nicolás Jarry, tennista cileno (Santiago del Cile, n. 1995)
- Nicolás Lapentti, ex tennista ecuadoriano (Guayaquil, n. 1976)
- Nicolás Pereira, ex tennista e telecronista sportivo venezuelano (Salto, n. 1970)

## Tuffatori(1)
- Nicolás García, tuffatore spagnolo (Las Palmas de Gran Canaria, n. 1995)

## Vescovi cattolici(2)
- Nicolás Antonio Castellanos Franco, vescovo cattolico e missionario spagnolo (Mansilla del Páramo, n. 1935 - Santa Cruz de la Sierra, † 2025)
- Nicolás Rey y Redondo, vescovo cattolico spagnolo (Burgos, n. 1834 - San Cristóbal de La Laguna, † 1917)